# Juegos de patriotas (Padre de familia)
Patriot Games (titulado Juego de patriotas en España e Hispanoamérica) es el vigésimo episodio de la cuarta temporada de la serie Padre de familia emitido el 29 de enero de 2006 tras la emisión de la Super Bowl XL, puesto que el argumento principal del capítulo se centraba en un equipo de la NFL. La trama se centra en Peter, quien tras conocer al jugador de los New England Patriots: Tom Brady, ficha por el equipo donde se convierte en una estrella hasta que el éxito se le sube a la cabeza. Por otro lado, Stewie se convierte en corredor de apuestas e insiste en cobrarle a Brian una deuda que le debe.
El episodio está escrito por Mike Henry y dirigido por Cindy Tang. Como artistas invitados, los presentadores Jay Leno, Bob Costas, los jugadores Tom Brady, Troy Brown, la actriz Carol Channing prestan sus voces a sus respectivos personajes.
Las críticas fueron positivas en su mayoría y fue el 55mo programa más visto de la semana.

## Argumento
Peter recibe una carta de su antiguo instituto para una reunión de antiguos alumnos, sin embargo este rechaza la invitación hasta que sus amigos le convencen de que vaya de todas maneras con el pretexto de que "todo el mundo miente sobre sí mismo". Finalmente accede a ir disfrazado de "cowboy-astronauta" presumiendo de su trabajo hasta que en un lapsus admite trabajar en una cervecería tras conocer al quarterback de los New England Patriots Tom Brady. Tras sentirse humillado, decide emborracharse hasta que su estómago no puede más y derriba a todo aquel que se encuentra por su paso en su carrera hacia el baño. Tal escena deja impresionado al deportista y consigue fichar a Peter en su equipo como center. Sin embargo, es despedido a pesar de su buen juego tras fanfarronear y cantar Shipoopi.
Finalmente es traspasado al equipo británico de los London Silly Nannies, considerado el peor equipo de Europa. Tras llegar con su familia a Londres y conocer a su nuevo equipo, Peter descubre que los jugadores no están en condiciones óptimas de competir y pide a su familia volver a Estados Unidos hasta que Lois le sugiere que cambie la actitud de su nuevo equipo.
Siguiendo los consejos de su mujer, Peter llama a Brady para retarle, sin embargo los Silly Nannies, al ver la estatura de los contrincantes y su velocidad tras el saque inicial, salen huyendo dejando a Peter a su suerte. No obstante y lejos de rendirse opta por enfrentarse a todos, pero es placado por el equipo al completo. Por su parte, Brady ve la actitud de Peter como la de un luchador y se gana su admiración.
Por otra parte, Stewie se convierte en corredor de apuestas y apuesta 50 dólares con Brian a que la actriz Carol Channing es capaz de derrotar a Mike Tyson. Seguro de sí mismo, el can acepta la apuesta, pero pierde para sorpresa del público concentrado en el ring. A lo largo del episodio, Stewie le pedirá el dinero a pesar de que Brian se muestra reacio. Tras darle 24 horas de plazo, el lactante apalea a Brian en dos ocasiones hasta que decide saldar la deuda tras ser apaleado, disparado y carbonizado. 
Mientras vuelan a Londres con los demás, Stewie le ofrece la oportunidad de vengarse por todo lo que le hizo sufrir, a lo que Brian acepta con la condición de ser él quien decida cuándo. El comportamiento inmutable del can empieza a preocupar a un hastiado Stewie hasta que al finalizar el partido de los Silly Nannies-Patriots, Brian tira a Stewie contra un autobús sin que este último se lo esperase.

## Producción
El episodio fue escrito por Mike Henry y dirigido por Pete Michels, Peter Shin y Cyndi Tang. El estreno se programó una semana antes de la Super Bowl XL. La actriz Carol Channing puso la voz a su homónimo personaje en la escena en la que noqueaba a Mike Tyson, aunque el boxeador no prestó la voz a su personaje. Los otros invitados son el comentarista deportivo Bob Costas y el jugador de los Patriots Tom Brady. En un principio tenían en mente llamar al [entonces] entrenador del equipo Bill Belicheck, pero finalmente se decantaron por Brady. El cómico Jay Leno también apareció en dos escenas en las que pretendía matar al quarterback.
Hubo dos escenas que resultaron ofensivas para el equipo de producción de la serie; en tales fragmentos Stewie agredía a Brian con un vaso y otros objetos domésticos aparte de armas que la audiencia pudo ver. Sin embargo, la madre de MacFarlane, ferviente defensora de los derechos de los animales admitió gustarle la escena y declaró: "¿Cual es el problema?, ¿Brian le debía dinero" por lo que decidieron no eliminar la escena. La escena en la que Lois aparecía haciendo un corte de mangas ante la cámara mientras entrevistaban a Peter y Brady, su dedo aparecía pixelado por normas de la FOX, sin embargo el gesto apareció sin censurar en Adult Swim y en la edición DVD. Tras la primera emisión del episodio, Tom Tucker anuncia una noticia ficticia sobre un nuevo insulto: "Clémino", definición que muchos televidentes buscaron por internet sin éxito. MacFarlane declaró en el audiocomentario del DVD que si alguien inventara una definición obscena para la palabra, ya no podrían usarla en la serie (aunque no se ha vuelto a usar desde entonces).
La escena del baño (en la que Stewie apalea a Brian por primera vez) volvió a utilizarse como vídeos virales de You Tube para promocionar la candidatura de Padre de familia en la gala de los Premios Emmy de 2009 en la categoría de Mejor Programa de Comedia. En esta ocasión aparecía Brian valorando la posibilidad de votar a series como The Office, Flight of the Conchords, Entourage, 30 Rock, How I Met Your Mother y Weeds. en los primeros cinco vídeos Stewie volvía a apalear al can por no querer votar a su propia serie, sin embargo en el último Stewie se resignaba y acaba afirmando que no piensa pegar a Brian por Weeds en alusión al declive de esa serie.

## Referencias culturales

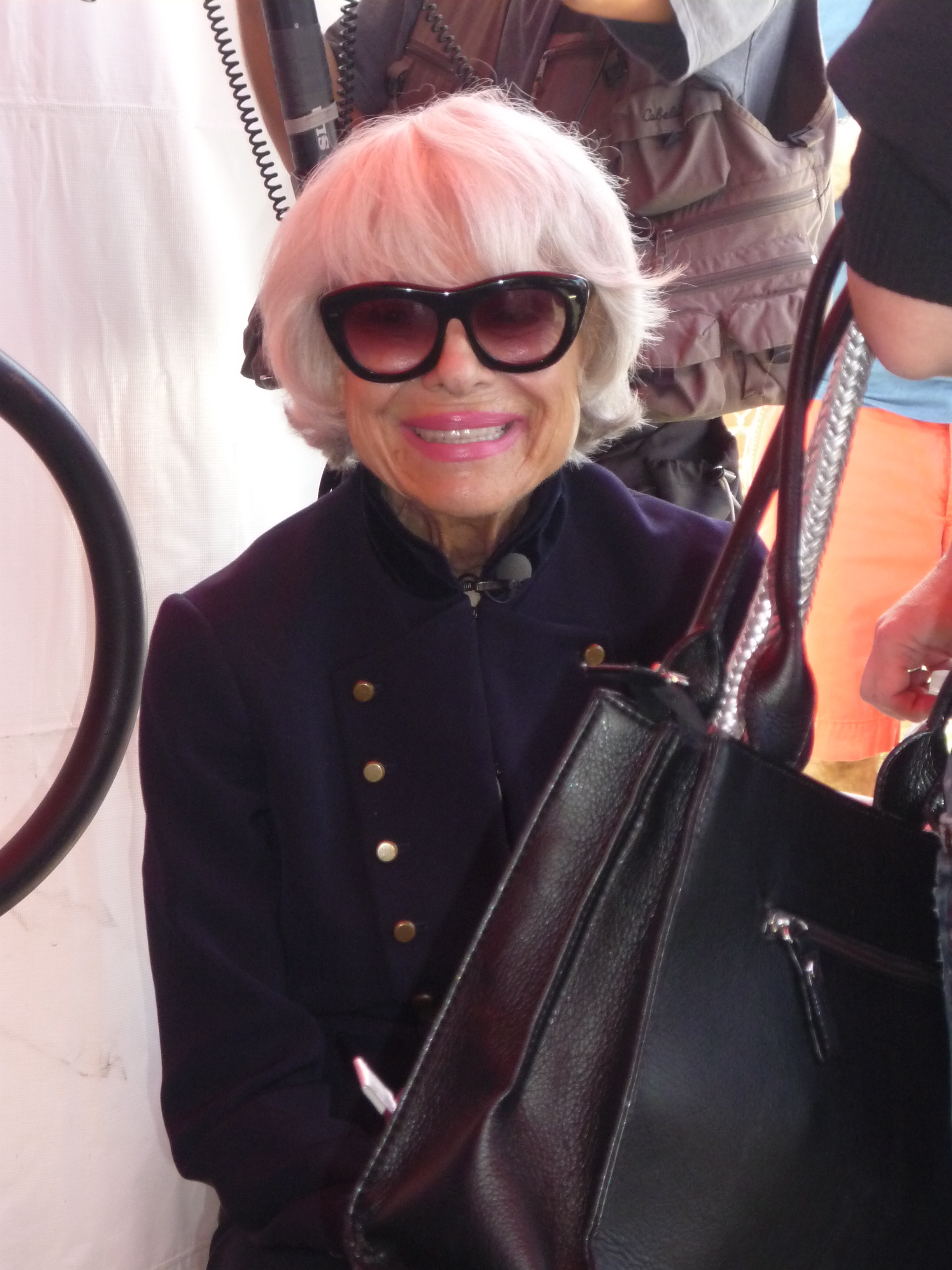
Carol Channing fue referenciada en un combate ficticio de boxeo en el episodio. La propia actriz puso su voz al personaje.